# Арениус, Улоф
Улоф Арениус (швед. Olof Arenius, 1700—1766) — шведский живописец-портретист.

## Биография
Родился 16 декабря 1700 года в Уппсале в семье викария, работавшего в приходах Бро и Ласса.
После некоторого периода изучения теологии в Упсальском университете, Улоф решил стать художником, обратился к придворному художнику Давиду фон Крафту и стал одним из его учеников.
В 1729 году он отправился в Нидерланды, где учился у немецкого художника Готфрида Кнеллера и шведского художника Михаэля Даля. Во время пребывания за границей он женился на голландке.
Арениус вернулся в Швецию в 1736 году и был назначен придворным живописцем при короле Фредрике I, быстро став востребованным портретистом своего времени.
Работы Улофа Арениуса находятся в ряде музеев Швеции, включая Национальный музей.
Умер 5 мая 1766 года в Стокгольме.